# بيتر واتسون (سياسي)
بيتر واتسون (بالإنجليزية: Peter Watson)‏ هو عداء المسافات المتوسطة وسياسي أسترالي، ولد في 30 مايو 1947 في أستراليا. حزبياً، نشط في حزب العمال الأسترالي. وقد انتخب رئيس الجمعية التشريعية لغرب أستراليا ‏ (11 مايو 2017 – ) وانتخب عضو الجمعية التشريعية لأستراليا الغربية عن دائرة Electoral district of Albany ‏ (10 فبراير 2001 – ).

## روابط خارجية
- بيتر واتسون على موقع الاتحاد الدولي لألعاب القوى (الإنجليزية)
- بيتر واتسون على موقع النتائج التاريخية لألعاب القوى الأسترالية (الإنجليزية)
- بيتر واتسون على موقع أوليمبيديا (الإنجليزية)
- بيتر واتسون على موقع اتحاد ألعاب الكومنولث (مؤرشف) (الإنجليزية)